# Frente Civil dos Direitos Humanos
Frente Civil dos Direitos Humanos ou FCDH (em chinês: 民間人權陣線; também conhecida por seu nome e abreviação em inglês Civil Human Rights Front; CHRF) é uma organização que se concentra nas questões da política e dos meios de subsistência de Hong Kong, afiliada a quase todos os campos pan-democráticos de Hong Kong. Quarenta e oito ONGs e grupos políticos estão envolvidos na organização desde janeiro de 2006. O evento mais conhecido realizado pela FCDH são as marchas de 1º de julho em Hong Kong.

## Desenvolvimento organizacional
A Frente Civil dos Direitos Humanos foi fundada em 13 de setembro de 2002, com o objetivo de fornecer uma plataforma que consolida vozes e poderes de vários grupos e espectros das sociedades, a fim de promover o desenvolvimento dos movimentos de direitos humanos e civis.
O objetivo inicial era focar na promulgação da legislação do artigo 23 da Lei Básica de Hong Kong. Após o protesto em 2003, a organização começou a diversificar seu mandato, incluindo questões como igualdade de oportunidades e autoridades dadas à polícia.